# Robert Daudelin
 (juillet 2025).
Si vous disposez d'ouvrages ou d'articles de référence ou si vous connaissez des sites web de qualité traitant du thème abordé ici, merci de compléter l'article en donnant les références utiles à sa vérifiabilité et en les liant à la section « Notes et références ».
Robert Daudelin un historien du cinéma né le 31 mai 1939 à West-Shefford.
Il a été membre du Conseil québécois pour la diffusion du cinéma (de 1969 à 1971) et du Festival international de films de Montréal (de 1963 à 1968). Il a aussi été le directeur général de la Cinémathèque québécoise pendant près de 30 ans (de 1971 à 2002), une institution qui figure parmi les plus importants conservateurs d'archives sur le film au monde. 

## Prix et distinctions
- 2002 - Prix Albert-Tessier [1]
- 2003 - Prix Génie spécial, pour sa contribution exceptionnelle à l'industrie cinématographique canadienne.
- 2004 -  Membre de l'Ordre du Canada[2]